# Edo Santini
Edo Santini, hrvaški general, * 24. avgust 1918, † 1993.

## Življenjepis
Leta 1937 je postal član KPJ in leta 1941 se je pridružil NOVJ. Med vojno je bil na različnih partijsko-političnih položajih.
Po vojni je bil inšpektor Politične uprave JLA, načelnik Politične uprave VM JLA, pomočnik glavnega urednika RVE,...